# 范鶴言

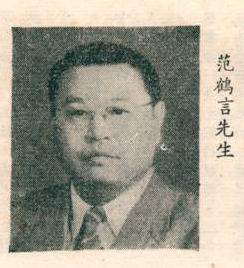
范鶴言近照

范鶴言（1902年—1979年），台湾书画家、金石学家、银行家、报人。浙江省寧波人，字禾安，为台湾《联合报》创办人。

## 生涯
浙江鄞县人，已故中國書法家、篆刻家和金石學家朱復戡的內兄，陈庆华的舅父。秉承家学，书画金石自成一家。表弟陈仁梅，是张美翊外孙。早年从事银行业，在明华银行青岛分行任职。
曾任中华民国财政部特派员办公处主任秘书、中華民國中央銀行副秘書長、上海《金融日報》副總經理、《經濟時報》發行人兼該報負責人、聯合報系的元老之一。创办台湾《经济时报》。1951年9月16日，《全民日报》、《民族报》、《经济时报》三报合并，推出联合版，由范鹤言任社长，1952年即改名作《联合报》。
1953年9月16日擔任《聯合報》社長。1958年擔任國際獅子會第六屆會長。1967年4月20日，创办台湾《經濟日報》創刊，擔任董事長一職。1971年，辭去《聯合報》社長、《經濟日報》董事長等職務；並退出《聯合報》經營。1979年病逝，享年77歲。
范鶴言自1971年退出《聯合報》經營後，晚年在同鄉會辦過字畫展, 籌措經費還債。